# Třída U 71
Třída U 71 (jinak též třída UE, či třída UE I) byla třída oceánských minonosných ponorek německé Kaiserliche Marine z období první světové války. Celkem bylo postaveno 10 jednotek této třídy. Ve službě byly v letech 1915–1918. Dvě sloužily pod Rakousko-uherskou vlajkou. Sedm jich bylo za války ztraceno. Po válce jednu získala Velká Británie a dvě Francie. Ta jednu ponorku zařadila do francouzského námořnictva. Ve službě byla do roku 1933.

## Stavba
Celkem bylo postaveno 10 jednotek této třídy. Osm postavila loděnice AG Vulcan Stettin v Hamburku a dvě loděnice Kaiserliche Werft Danzig v Danzigu.
Jednotky třídy U 71:
| Jméno | Loděnice                  | Založení kýlu | Spuštění na vodu | Vstup do služby | Osud |
| ----- | ------------------------- | ------------- | ---------------- | --------------- | --- |
| U 71  | Vulcan, Hamburg           | 1915          | 1915             | prosinec 1915   | Roku 1919 předána Francii. |
| U 72  | Vulcan, Hamburg           | 1915          | 1915             | leden 1916      | Od roku 1916 sloužila jako Rakousko-uherská U 72. Dne 1. listopadu 1918 potopena vlastní posádkou. Vrak ponorky byl objeven v roce 2006 poblíž obce Molunat, ale dlouho byl chybně považován za ponorku SM UC-24. V roce 2024 identifikaci vraku jako U 72 potvrdili potápěči ze skupiny Czech Diving Team. |
| U 73  | Kaiserliche Werft, Danzig | 1915          | 1915             | říjen 1915      | Od roku 1916 sloužila jako Rakousko-uherská U 73. Dne 30. října 1918 potopena vlastní posádkou. |
| U 74  | Kaiserliche Werft, Danzig | 1915          | 1915             | listopad 1915   | Dne 27. května 1916 potopena v Severním moři britskými trawlery Searanger, Oku, Rodino a Kimberley. |
| U 75  | Vulcan, Hamburg           | 1915          | 1915             | březen 1916     | Dne 13. prosince 1917 potopena v Severním moři minou. |
| U 76  | Vulcan, Hamburg           | 1915          | 1915             | květen 1916     | Dne 27. ledna 1917 potopena v Arktidě ruským trawlerem. |
| U 77  | Vulcan, Hamburg           | 1915          | 1915             | březen 1916     | Dne 7. července 1916 potopena v Severním moři britským trawlerem. |
| U 78  | Vulcan, Hamburg           | 1915          | 1915             | duben 1916      | Dne 28. října 1918 potopena v Severním moři britskou ponorkou HMS G2. |
| U 79  | Vulcan, Hamburg           | 1915          | 1915             | květen 1916     | Roku 1918 předána Francii. Zařazena do francouzského námořnictva jako Victor Réveille, vyřazena 1933. |
| U 80  | Vulcan, Hamburg           | 1915          | 1915             | červen 1916     | Roku 1919 předána Velké Británii. |

## Konstrukce

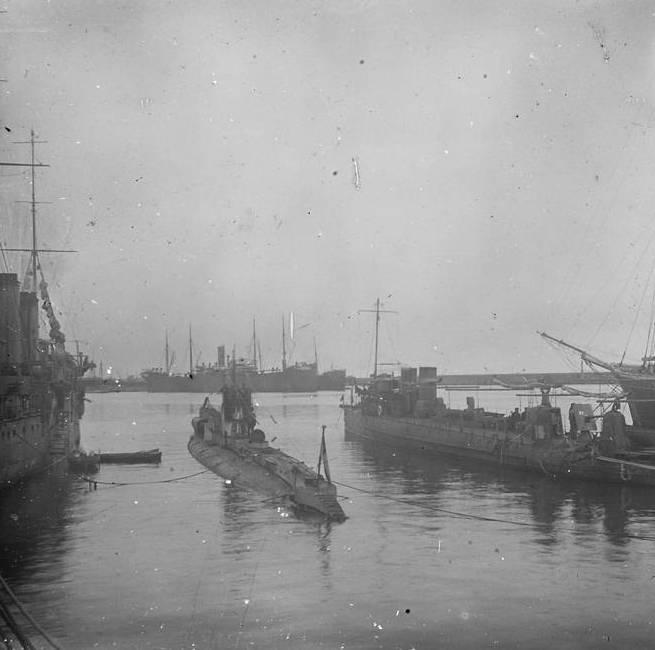
SM U 78

Výzbroj tvořil jeden 88mm kanón TK L/30 C/08, dva 500mm torpédomety (jeden příďový a druhý záďový) se zásobou čtyř torpéd a až 34 námořních min, které byly vypouštěny ze dvou 100mm trubic. Pohonný systém tvořily dva šestiválcové diesely o výkonu 900 bhp a dva elektromotory SSW o výkonu 800 shp, pohánějící dva lodní šrouby. Nejvyšší rychlost dosahovala 10,6 uzlu na hladině a 7,9 uzlu pod hladinou. Dosah byl 5800 námořních mil při rychlosti 7 uzlů na hladině a 83 námořních mil při rychlosti 4 uzlů pod hladinou. Operační hloubka ponoru dosahovala 50 metrů.

### Modifikace
V letech 1916 byly ponorky přezbrojeny jedním 105mm kanónem KL/45.